# Life's Twist
Pour plus de détails, voir Fiche technique et Distribution.
Life's Twist est un film américain de Christy Cabanne, sorti en 1920.

## Synopsis
Stephen De Koven épouse Muriel Chester, une femme dont il admire la beauté mais surtout dont il désire l'argent. Lorsqu'elle découvre cela lors de sa nuit de noces, Muriel, qui hait son mari mais qui a été blessée dans son amour-propre, préfère vivre seule, ne voyant son mari que lorsque les convenances l'exigent. Un jour en rentrant chez lui, De Koven voit Tina Pierce, une fille des bas-fonds qui a une surprenante ressemblance avec Muriel. Persuadé que c'est surtout la beauté de sa femme qui l'attire, il installe Tina dans un appartement et la couvre de cadeaux luxueux, dans l'intention d'en faire un double de sa femme, pour finalement découvrir qu'il aime Muriel plus de sa beauté ou son argent. Rejeté une nouvelle fois par sa femme, il décide de partir pour l'Europe. Tina, consciente que Koven aime sa femme, va réussir à les reconcilier. 

## Fiche technique
- Titre original : Life's Twist
- Réalisation : Christy Cabanne

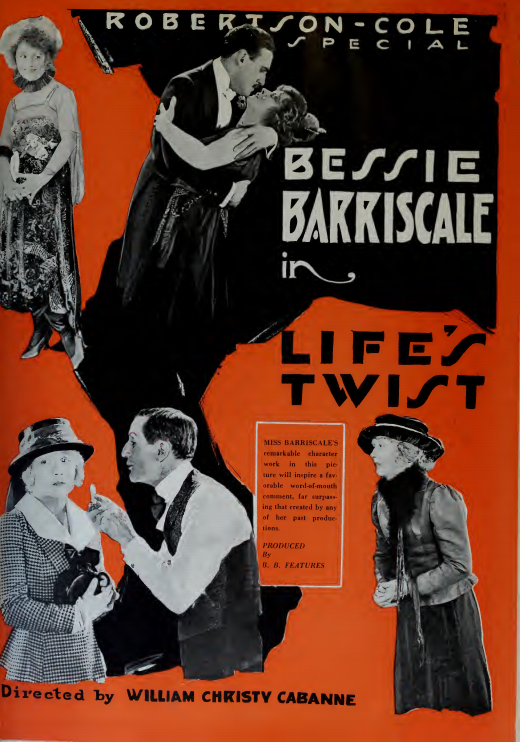
Publicité parue dans Film Daily

- Scénario : Harvey Gates, d'après une nouvelle de Thomas Edgelow
- Photographie : Eugene Gaudio
- Société de production : B.B. Features
- Société de distribution : Robertson-Cole Distributing Corporation
- Pays de production :  États-Unis
- Langue originale : anglais
- Format : noir et blanc — 35 mm — 1,37:1 — Film muet
- Genre : drame
- Durée : 6 bobines - 1800 m
- Date de sortie :
  - États-Unis : 1er août 1920
- Licence : domaine public

## Distribution
- Bessie Barriscale : Muriel Chester / Tina Pierce
- Walter McGrail : Stephen De Koven
- King Baggot : Jim Sargent
- Claire DuBrey : Helen Sutton
- George Periolat : Boyd Chester
- Truly Shattuck : Mme Chester
- William V. Mong : Charlie Moye
- Marcia Manon : la droguée